# Ch-28
Die Ch-28 (russisch Х-28, NATO-Codename AS-9 Kyle) war eine sowjetische Luft-Boden-Rakete. Sie diente zur Bekämpfung von bodengebundenen Radaranlagen.

## Entwicklung
Basierend auf den US-amerikanischen Erfahrungen im Vietnamkrieg wurde Anfang der 1960er-Jahre in der Sowjetunion die Entwicklung einer Antiradarrakete geplant. Der Auftrag wurde dem OKB-155-2 (späteres Konstruktionsbüro Raduga) zugesprochen. Die Entwicklung begann 1963. Die geplante Lenkwaffe sollte mit der Jakowlew Jak-28 zum Einsatz gebracht werden. Zuerst war vorgesehen, die Ch-28 mit einem Feststoff-Raketentriebwerk auszurüsten. Auf Grund der geforderten Reichweite von 120 km konnte dies mit den damaligen Mitteln aber nicht realisiert werden. Daher wurde auf einen Raketenmotor mit Flüssigtreibstoff zurückgegriffen. Nach einer Entwicklungszeit von zehn Jahren wurde die Ch-28 im Jahre 1973 von den sowjetischen Luftstreitkräften eingeführt. Die Ch-28 war das sowjetische Pendant zur US-amerikanischen AGM-78.

## Technik
Bei der Ch-28 handelt es sich prinzipiell um eine verkleinerte Ausführung der Ch-22. Angetrieben wurde sie von dem Flüssigtreibstoff-Zweikammertriebwerk R-253-300. Dieses entwickelte einen Schub von 8 kN. Es verwendete den Treibstoff TG-02 und den AK-27-Oxidator. Die Rakete musste unmittelbar vor ihrem Einsatz auf dem Stützpunkt mit den toxischen Flüssigkeiten betankt werden. Die Ch-28 kam bei der Niederhaltung feindlicher Flugabwehr zum Einsatz. Ihr Suchkopf schaltete auf die Frequenz des gegnerischen Radars auf und nutzt diese, um die Radarstellung zu treffen. Dazu verwendete die CH-28 den APR-28-Suchkopf. Dieser verfügte über austauschbare Module, welche auf die Frequenzbänder der Flugabwehrraketen Nike Hercules, Thunderbird, Bloodhound und später auch Hawk abgestimmt waren.
Zum Erfassen der Radarstrahlung musste das Einsatzflugzeug mit einem speziellen Radarempfänger ausgerüstet sein. Bei der Suchoi Su-24 war dies das im Flugzeug integrierte System Filin-H. Bei der Suchoi Su-17 kam die extern mitgeführte Gondel Metel zum Einsatz. Hatte der Radarempfänger Radarstrahlung empfangen, musste das Flugzeug auf gleichbleibender Höhe für eine bestimmte Zeit einen schlangenlinienförmigen Kurs fliegen. So konnte das April-28-Navigationssystem der Ch-28 mittels trigonometrischen Berechnungen die Position der Radaranlage bestimmen. Danach konnte die Lenkwaffe aus einem Höhenbereich von 200–15.000 m gestartet werden. Aus einer Starthöhe von 5.000 m hatte sie eine Einsatzreichweite von 70 km. Bei einem Start unter 1.000 m lag dieser Wert bei 45 km. Nach dem Abwurf folgte eine kurze antriebslose Phase. Erst in sicherem Abstand zum Flugzeug zündete das Raketentriebwerk. Die Ch-28 flog nun mit Hilfe des Suchkopfes und des Autopiloten auf die Radaranlage zu. Stellte während dieser Zeit die Radaranlage den Sendebetrieb ein, so konnte die Ch-28 für maximal 10 Sekunden den eingeschlagenen Kurs beibehalten; danach verlor sie das Ziel. Der Gefechtskopf wurde mittels eines Näherungszünders zur Detonation gebracht. Im optimalen Fall erfolgte diese rund 5 m über der Radaranlage. Die Treffererwartung lag bei rund 80 % und der Streukreisradius (CEP) betrug rund 20 m. Der 9A283-Splittergefechtskopf wog 140 kg und hatte einen Sprengstoffanteil von 74 kg.

## Varianten
- Ch-28: Standardversion, eingeführt 1973
- Ch-28M: Version mit verbessertem PRG-28M-Suchkopf, eingeführt 1977[4]
- Ch-28E: Exportversion

## Plattformen
- Jakowlew Jak-28 (NATO-Codename: Brewer)
- Suchoi Su-17 (Fitter)
- Suchoi Su-22 (Fitter)
- Suchoi Su-24 (Fencer)

## Verbreitung
- Afghanistan
- Aserbaidschan
- Georgien
- Indien
- Irak
- Kasachstan
- Libyen
- Polen
- Syrien
- Sowjetunion
- Ukraine
- Ungarn
- Vietnam
- Belarus[7]